# بريان دوغلاس
بريان دوغلاس (بالإنجليزية: Bryan Douglas)‏ (مواليد 27 مايو 1934) هو لاعب كرة قدم. يلعب مع منتخب إنجلترا لكرة القدم. سبق له أن لعب في كأس العالم لكرة القدم مع منتخب بلاده.

## مسيرته الكروية
لعب بريان دوغلاس خلال مسيرته الاحترافية مع نادِ واحدٍ في خمسة عشر موسمًا وسجل خلالها 111 هدف ضمن 438 مباراة. ولم يفز بأي موسم بالكأس أو بالدوري.
خاض بريان دوغلاس مسيرته مع نادي بلاكبيرن روفرز في موسم 1954–55 ليلعب معه خمسة عشر موسمًا، مشاركًا في 438 مباراة سجل خلالها 111 هدف.

## روابط خارجية
- بريان دوغلاس على موقع قاعدة بيانات كرة القدم.إي يو (الإنجليزية)
- بريان دوغلاس على موقع ناشيونال فوتبول تيمز (الإنجليزية)
- بريان دوغلاس على موقع عالم كرة القدم.نت (الإنجليزية)